# Richard Lester
Richard Lester (n. 19 ianuarie 1932, Pennsylvania, SUA) este un regizor de film american retras, care a fost activ mai ales în cinematografia britanică și a fost renumit pentru stilul său de comedie și kitsch.
Este cel mai cunoscut pentru regia filmelor cu Beatles O zi cu Beatles (1964) și Help! (1965) , precum și a filmelor cu supereroi Superman II (1980) și Superman III (1983). Printre alte filme notabile regizate de Lester se numără The Running Jumping & Standing Still Film (1959), Șpilul... și cum să-l dobândești (1965), Aventurile unui sclav din Roma Antică (1966), Petulia (1968), Cei trei mușchetari (1973) și cele două continuări ale sale, precum și Robin și Marian (1976) și Butch and Sundance: The Early Days (1979). Este asociat onorific al London Film School.
Conform British Film Institute, „dacă un singur regizor poate rezuma imaginea populară a Marii Britanii în [perioada] Swinging Sixties, acesta este probabil Richard Lester. Folosind dispozitive cinematografice extravagante și gustul său pentru umorul ciudat, a surprins vitalitatea și, uneori, trivialitatea perioadei mai viu decât orice alt regizor”.

## Filmografie (regizor)

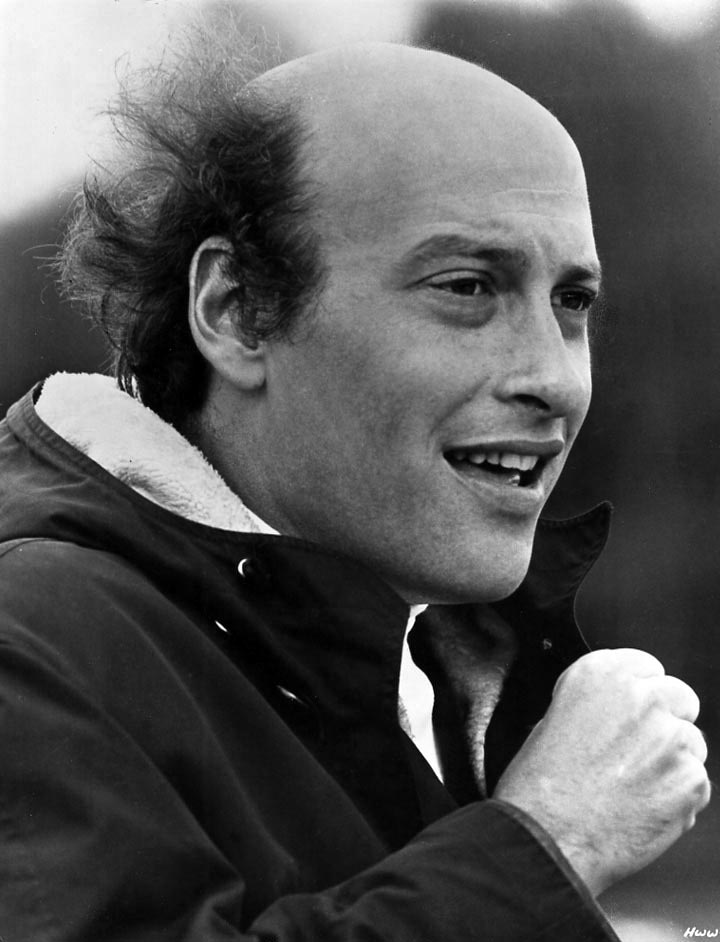
Richard Lester în 1967

- The Running Jumping & Standing Still Film (scurt, 1960)
- It's Trad, Dad! (1962)
- The Mouse on the Moon (1963)
- O zi cu Beatles (1964)
- Șpilul... și cum să-l dobândești (1965)
- Help! (1965)
- Aventurile unui sclav din Roma Antică (1966)
- Cum am câștigat războiul?  (1967)
- Petulia (1968)
- Garsoniera (și producător, 1969)
- Cei trei mușchetari (1973)
- Teroare pe „Britannic” (1974)
- Cei patru mușchetari (1974)
- Royal Flash (1975)
- Robin și Marian (1976)
- În stil mare (1976)
- Butch and Sundance: The Early Days (1979)
- Cuba (1979)
- Superman II (1980)
- Superman III (1983)
- Finders Keepers (1984)
- Întoarcerea mușchetarilor (1989)
- Get Back (1991)